# Juha Sipilä
Juha Petri (Juha) Sipilä (Veteli, 25 april 1961) is een Fins politicus. Tussen 2015 en 2019 was hij premier van Finland. Tevens is hij sinds 9 juni 2012 voorzitter van de Centrumpartij.

## Biografie
Voor zijn politieke carrière had Sipilä een carrière in de zakenwereld.
Bij de verkiezingen van 2015 behaalde de Centrumpartij 14 zetels winst. Sipilä vormde daarna een centrumrechtse coalitie met de Finnenpartij en de Nationale Coalitiepartij van oud-premier Alexander Stubb. Het kabinet-Sipilä trad aan op 29 mei 2015.
Sipilä boekte een groot verlies bij de verkiezingen van 2019 en werd op 6 juni 2019 opgevolgd door de nieuwe premier Antti Rinne van de Sociaaldemocratische Partij.